# Fremont Cut

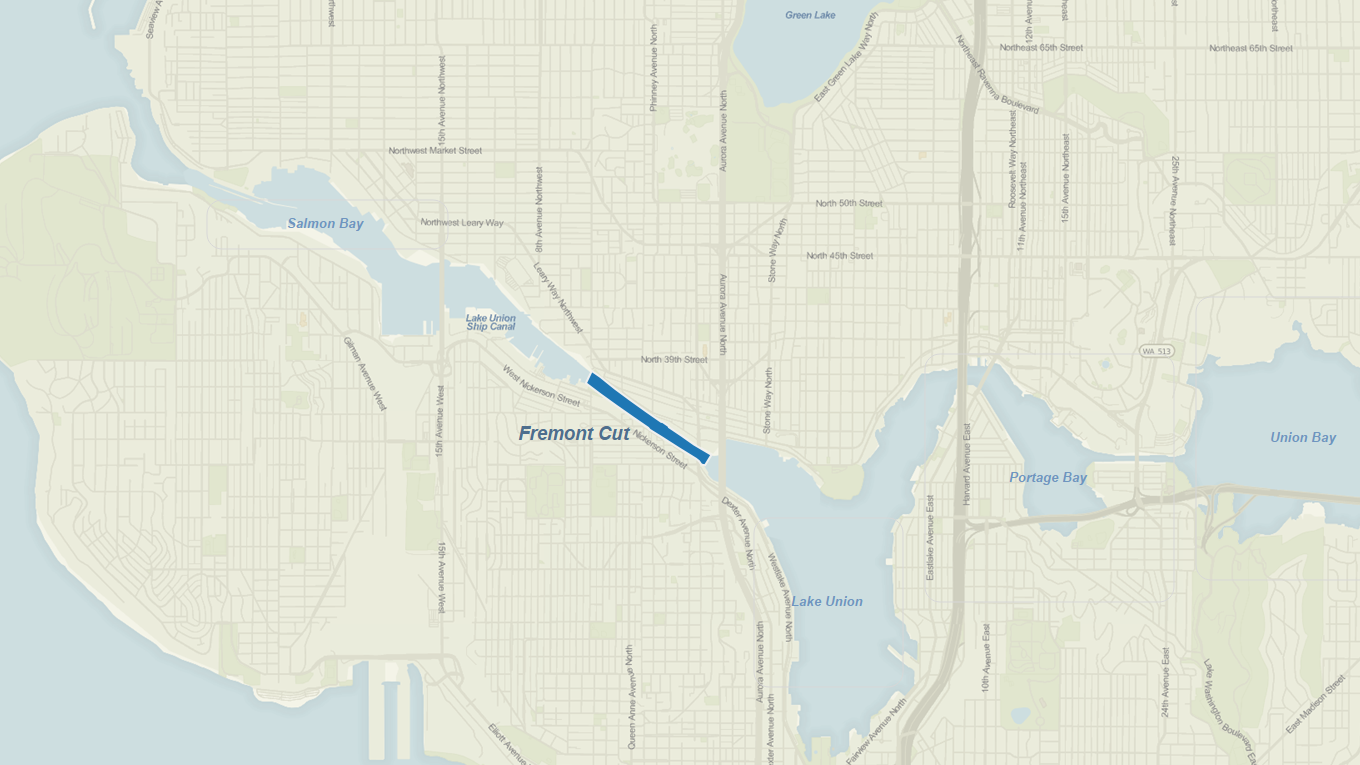
Karte des Lake Washington Ship Canal mit dem Fremont Cut (dunkelblau)

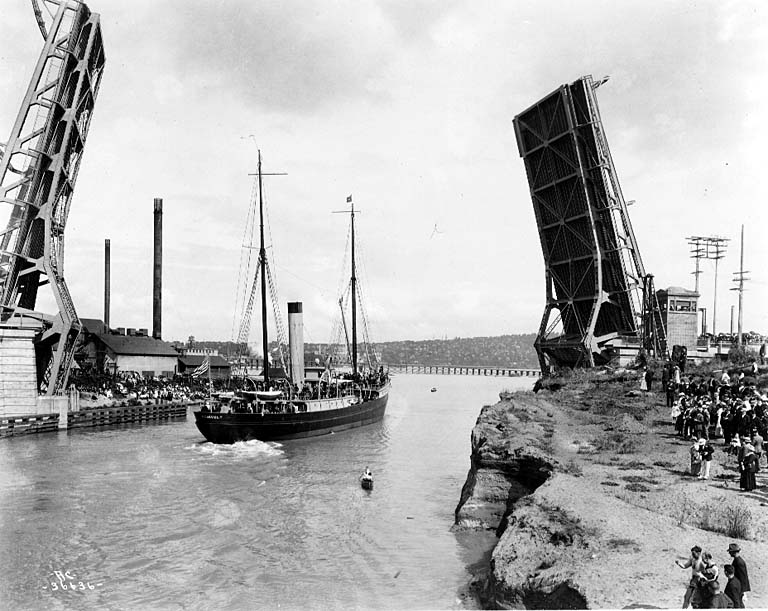
Die Fremont Bridge bei der Eröffnung des Lake Washington Ship Canal am 4. Juli 1917

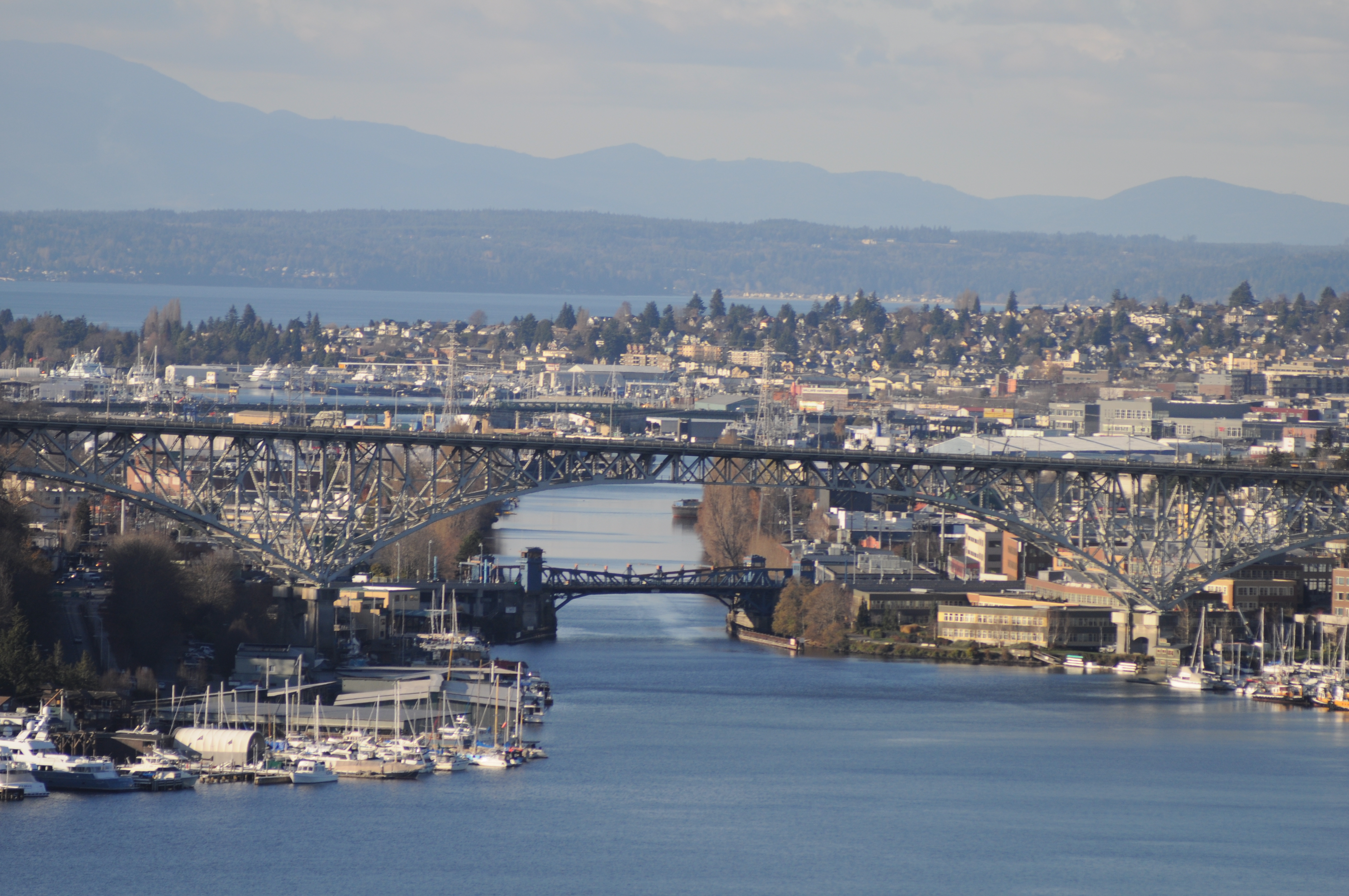
Der Fremont Cut beim Blick nach Westnordwest vom Lake Union aus mit der Aurora Bridge im Vordergrund

Der Fremont Cut ist ein Gewässer, das einen Teil des Lake Washington Ship Canal bildet; dieser durchquert die Stadt Seattle im US-Bundesstaat Washington und verbindet den Lake Washington mit dem Puget Sound. Der Fremont Cut verbindet den Lake Union im Osten mit der Salmon Bay im Westen. Er ist etwa 5.800 ft (ca. 1.800 m) lang und 270 ft (ca. 80 m) breit. Der in der Mitte gelegene Kanal ist 100 ft (ca. 30 m) breit und 30 ft (9,1 m) tief.

## Geschichte
Die Arbeiten begannen, als die Lake Washington Improvement Company 1883 beauftragt wurde, den Ross Creek, welcher zu dieser Zeit der Süßwasserabfluss des Lake Union in die Salmon Bay war, auszubauen. Die Gesamtmenge des ausgehobenen Materials belief sich auf etwa 1,5 Mio. m³. Bis zur Fertigstellung der Chittenden Locks, des Schleusensystems am Kanal, war das Ostende des Fremont Cut nahe der Fremont Bridge vom Lake Union durch einen hölzernen Damm, eine kleine Holzschleuse und einen Hochwasserüberlauf getrennt.

## Umgebung
Der Cut ist nach dem unmittelbar nördlich gelegenen Stadtviertel benannt; er wird von der Fremont Bridge überspannt, einer Klappbrücke (Zugbrücke), welche die Viertel Fremont im Norden und Queen Anne im Süden über die Fremont Avenue North verbindet. Südlich des Cut befindet sich der 456 ft (139 m) hohe Queen Anne Hill, während sich östlich die Aurora Bridge (offiziell die George Washington Memorial Bridge) befindet, eine freitragende Fachwerk-Konstruktion, welche den alten U.S. Highway 99 („Pacific Highway“) über den Westen des Lake Union trägt. Mehrere High-Tech-Firmen siedelten sich unmittelbar nördlich des Cut im Viertel Fremont an: Adobe Inc., Tableau Software und Google sind einige der bemerkenswerteren.
Beginn: 47° 38′ 50″ N, 122° 20′ 56″ W,
Ende: 47° 39′ 59″ N, 122° 24′ 2″ W